# 琉球通宝
琉球通宝（りゅうきゅうつうほう）とは文久年間に薩摩藩が琉球救済を名目に鋳造した地方貨幣銅銭であり、當百および半朱の二種類が存在する。

## 概要

### 琉球通寳當百

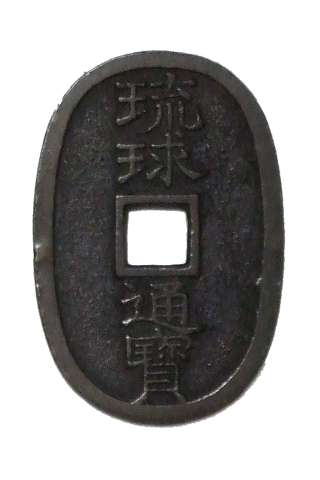
琉球通寳當百

琉球通寳當百は表面に「琉球通寳」、裏面に「當百」と鋳出され、天保通寳當百文銭と同型である。量目は天保通寳とほぼ同じ5匁5分（20.6グラム）程度で、金質は天保通寳より黒味を帯びており鉛の含有量が高いと推測される。左右側面には薩摩を示す（サ）の極印が打たれている。
文久2年（1862年）3月、当時薩摩藩の支配下にあった琉球救済を名目に幕府に3年の期限付きで鋳造する許可を得て同年8月に発行されたが、これと同時進行で、発行による出目の大きな天保通寳が多量に密鋳されたといわれる。事実、天保通寳には薩摩で鋳造されたとされる密鋳銭が数多く現存している。
薩摩藩では幕末まで銭貨鋳造の経験が無く、琉球通寳鋳造は突然企画されたものであった。そのため、『斉彬公御言行録』によると島津斉彬は銭貨鋳造を伝習するために、天保通寳鋳造の経験の有る茶釜鋳物師を、島津家秘蔵の茶釜を模して将軍家に贈るという名目で呼び寄せるなど、用意周到なものであった。
額面は當百（百文）であるが、一枚124文と設定され、9貫文で一両とされたという。（計算上では72.58枚＝一両）
文久3年（1863年）7月の薩英戦争までに半朱を含めて30万両の大銭を鋳造し、戦後も日々7,000両余鋳造されたとされる。しかし、この様な大量鋳造により相場が暴落し、一両＝14.5貫文となったという。

### 琉球通寶半朱

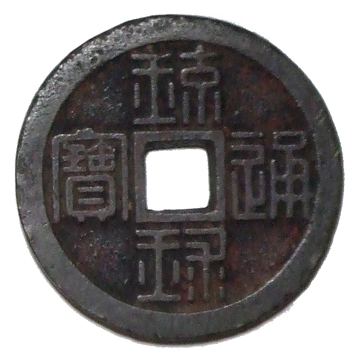
琉球通寶半朱

琉球通寳半朱は表面に篆書体で「琉球通寶」、裏面に「半朱」と鋳出された円形方孔銭である。量目は8匁余（30～32グラム）、直径は1寸4分（43ミリメートル）程度であり金質は當百文銭と同様に黒味を帯びており鉛の含有量が高いと推測される。左右側面には當百と同じ（サ）の極印が打たれている。
文久3年（1863年）に鋳造され、一両の32分の1の額面を持つ銅銭である。当時の銭相場は一両＝6,700文前後であったことから一枚200文以上に価格設定されていたことになる。當百文銭の2倍の価格が設定されていたとも言われる。